# Північний схід штату Мату-Гросу (мезорегіон)

Північний-схід штату Мату-Гросу на карті штату

Північний схід штату Мату-Гросу (порт. Mesorregião do Nordeste Mato-Grossense) — адміністративно-статистичний мезорегіон у Бразилії. Один з п'яти мезорегіонів штату Мату-Гросу. Формується шляхом об'єднання 25 муніципальних утворень, згрупованих у трьох мікрорайонах. Населення становить 276332 осіб на 2010 рік. Займає площу 177 336,073 км². Густота населення — 1,5 ос./км².

## Склад мезорегіону
До складу мезорегіону входять наступні мікрорегіони:
1. Канарана
2. Медіу-Арагуая
3. Норті-Арагуая

| Бразилія | Це незавершена стаття з географії Бразилії. Ви можете допомогти проєкту, виправивши або дописавши її. |